# 惟良春道
惟良 春道（これよし の はるみち、生没年不詳）は、平安時代初期の貴族。姓は宿禰。官位は従五位上・伊勢介。

## 出自
惟良氏（惟良宿禰）は、錦部氏の後裔である百済系渡来氏族。

## 経歴
近江少掾を経て、淳和朝末の天長9年（832年）従七位下から八階昇進して一躍従五位下に叙爵する。
仁明朝でも承和4年（837年）伊勢介と地方官を務める。承和9年（842年）第24次渤海使の使節・賀福延らに対する帰国の宴が開かれた際、春道はこの接待を担当した。承和11年（844年）従五位上に至る。

## 人物
漢詩人として、『経国集』に漢詩作品8首が採録されているほか、後世の『扶桑集』『和漢朗詠集』『新撰朗詠集』にも作品が残っている。平安時代の漢文学史において、承和期に白居易の受容を要因として大きな変化があるが、『扶桑集』における春道が小野篁と贈答した漢詩には白居易の影響が顕著にみられ、中国からの新しい文学をいち早く取り入れている様子が窺われる。

## 官歴
注記のないものは『六国史』による。
- 日付不詳：従八位上
- 天長4年（827年） 日付不詳：近江少掾[4]
- 時期不詳：従七位下
- 天長9年（832年） 3月2日：従五位下
- 承和4年（837年） 正月12日：伊勢介
- 承和11年（844年） 3月27日：従五位上